# Gámiz-Fica
Gámiz-Fica (em castelhano) ou Gamiz-Fika (em basco) é um município da Espanha na província da Biscaia, comunidade autónoma do País Basco. Faz parte da comarca de Uribe e tem 15,5 km² de área.[carece de fontes?] Em 2021 tinha 1 383 habitantes (densidade: 89,2 hab./km²).